# Airolo
Airolo (Airö en el dialecto local, Eriels en alemán e Iriel en romanche) es una comuna suiza del cantón del Tesino, ubicada en el distrito de Leventina, círculo de Airolo. 

## Geografía
Airolo es una comuna del alto valle de Leventina, situado 55 km al norte de Bellinzona, al pie del paso de San Gotardo. Hacia el Oeste envuelve al valle Bedretto, al cual se pasa por el puerto de la Novena que puede contactar con el Cantón del Valais, o atravesando un sendero peatonal que lleva al Passo San Giacomo llega al valle de Formazza en Italia. Limita al norte con las comunas de Andermatt (UR), Hospental (UR), Realp (UR) y Tujetsch (GR), al este con Quinto, al sur con Lavizzara, y al oeste con Bedretto.
La comuna comprende las poblaciones de Valle, Madrano, Brugnasco, Fontana, Nante (ahora deshabitada), Albinasca y Bedrina.
En Airolo se encuentran los accesos sur de los túneles ferroviarios y de carretera de San Gotardo.

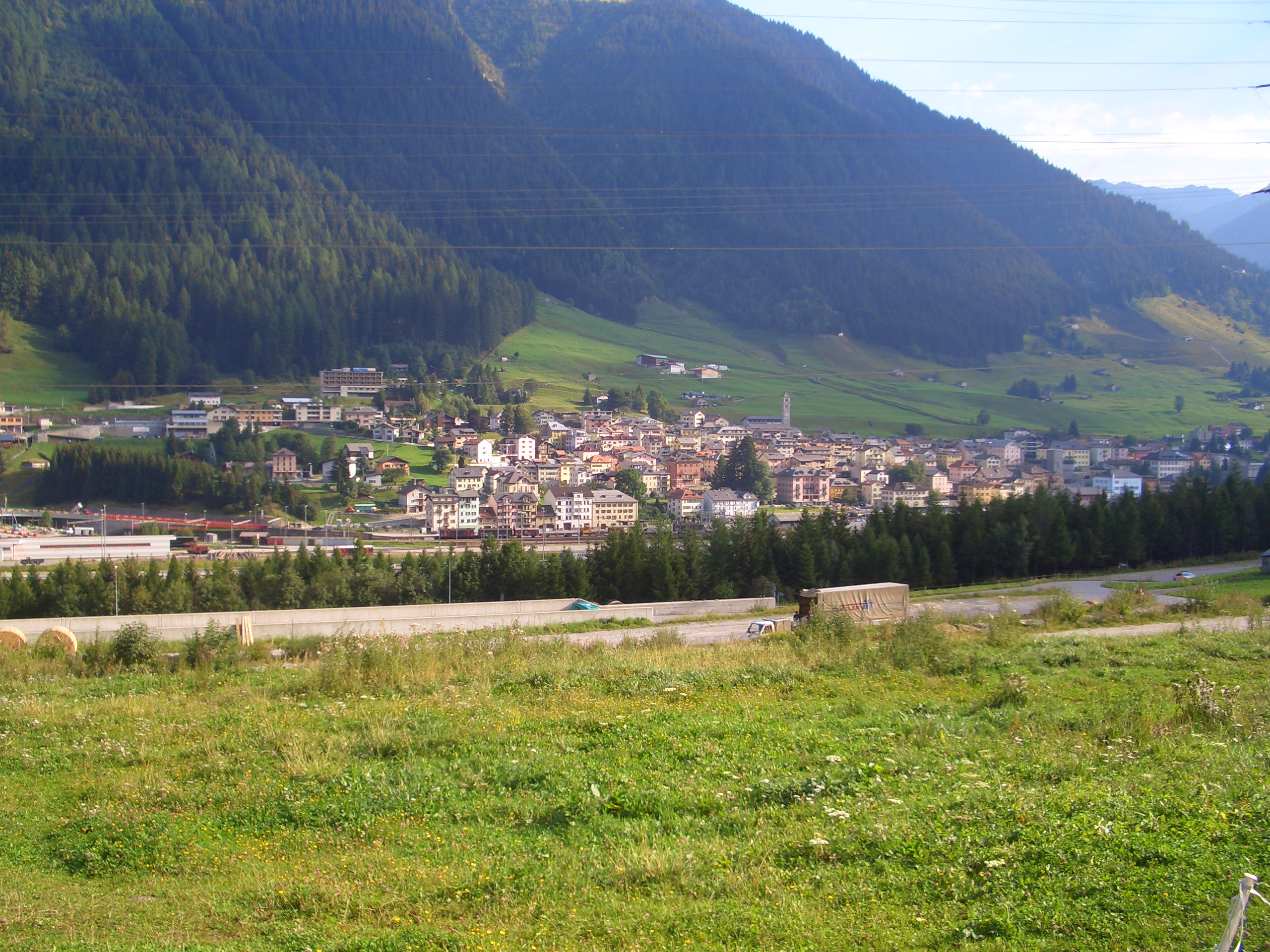
Airolo.

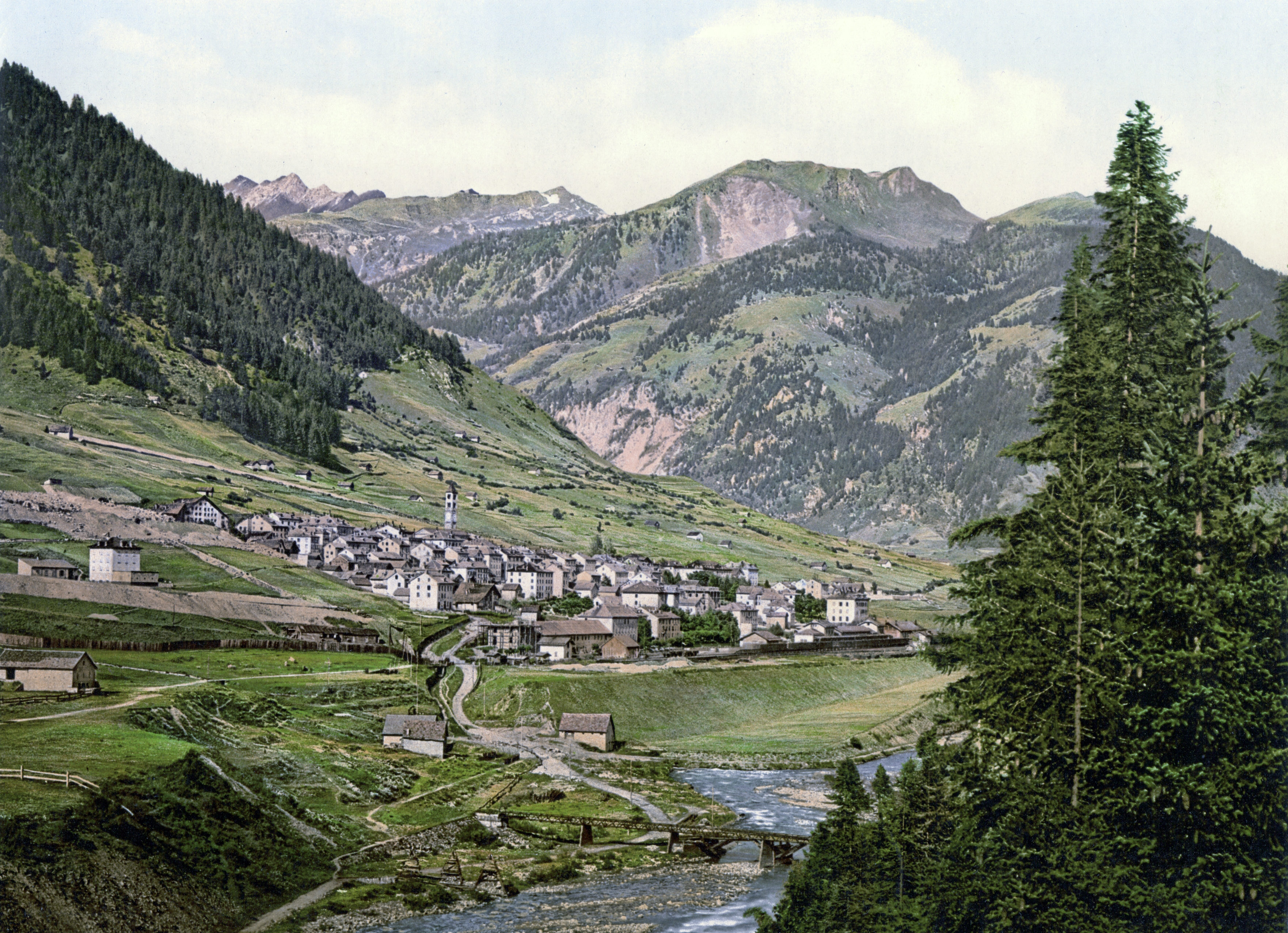
Dibujo de Airolo de 1898.

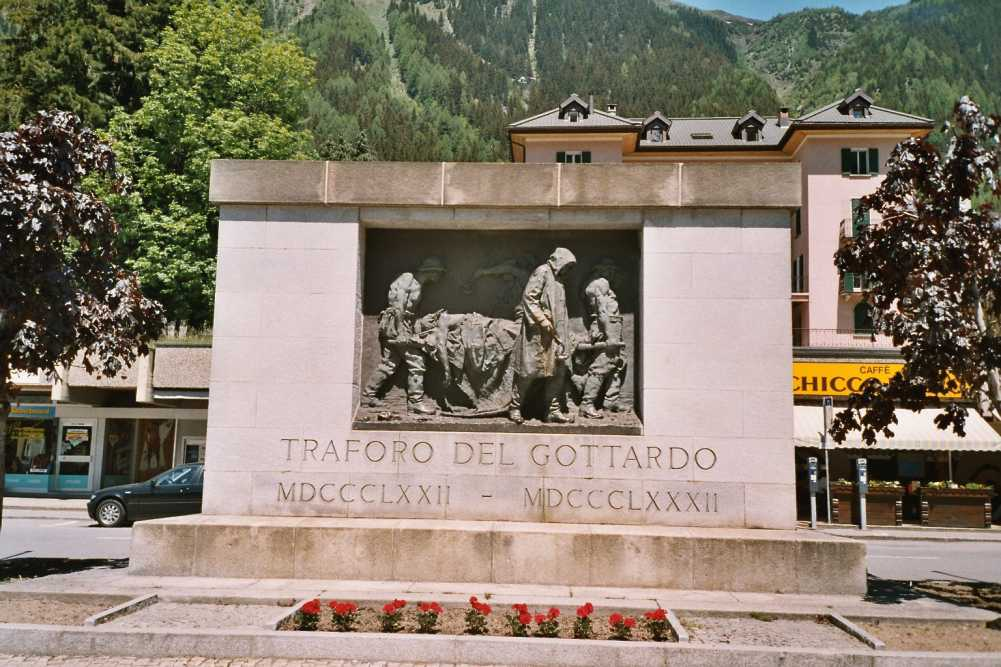
Monumento a las Víctimas del Trabajo.

## Historia
La comuna ya estaba habitada en el siglo II/III, como lo demuestran las numerosas tumbas romanas descubiertas en la cercana población de Madrano.
La historia de Airolo siempre ha estado caracterizada por el tráfico que atraviesa el paso de San Gotardo, que ha contribuido al progreso de su economía, en particular en el sector de la restauración, hotelero y del transporte.
Antiguamente en alemán Eriels, en romanche Iriel.
La iglesia parroquial dedicada a los Santos Nazario y Celso fue construida en el siglo XII y es mencionada por primera vez, junto a la parroquia, en 1224. El edificio actual fue reconstruido en 1879, después que el 17 de septiembre de 1877 la iglesia fuese destruida por un incendio que hubo en buena parte del pueblo. El campanario mide de alto cerca de 37 metros, es de época románica (siglo XII).
En 1799 el ejército ruso del general Aleksandr Suvórov cruza el paso de San Gotardo y se encuentra con el ejército francés en la garganta del Reuss, venciéndoles.
Las presiones de la estación ferroviaria en 1932 vienen reflejadas en el Monumento a las víctimas del trabajo, un bajorrelieve en bronce del escultor Vincenzo Vela de Ligornetto, dedicado a los doscientos operarios que perdieron la vida en la construcción del túnel ferroviario de San Gotardo, inaugurado el 23 de mayo de 1882.
El 28 de diciembre de 1898 un corrimiento de tierra destruyó una parte del barrio y hubo tres muertos. Con el desprendimiento de rocas en el valle vecino en seguida se construyó, al norte del pueblo, un gran muro de protección. Una avalancha caída la noche del 12 de febrero de 1951 tuvo diez muertos. Ya el 28 de diciembre de 1923 una avalancha cayó sobre los habitantes de Airolo causando daños ingentes pero afortunadamente sin causar víctimas. En la segunda mitad del siglo XX se construyeron numerosas contenciones de avalanchas, un proyecto que continúa en curso.
Ya en 1890 Airolo tenía una iluminación callejera eléctrica. En 1969 Airolo fue la primera comuna del Cantón del Tesino en construir una planta de depuración de las aguas.

## Economía
La agricultura tuvo durante mucho tiempo un papel predominante. Hoy el número de personas ocupadas en este sector se ha reducido notablemente. La construcción de la Fábrica de queso típico de Gottardo inaugurada en 1997 ha permitido promover mejor los productos agrícolas locales.
En el sector industrial la construcción ocupa el primer puesto. La industria más importante de Airolo es un taller de mecánica que ocupa a 100 trabajadores. Los otros negocios más pequeños son oficios artesanales.
En Airolo se encuentran negocios del sector servicios para el tráfico ferroviario y de carretera y una gran plaza de armas del ejército suizo. Después de una mezcla diversa de racionalización en el sector militar, ferroviario y de los servicios públicos, Airolo ha perdido numerosos puestos de trabajo y la población residente está en lenta disminución.

## Turismo
A pesar del gran tráfico de tránsito, la región de Airolo es muy apreciada por los turistas.
Airolo ha sido la primera localidad en el Tesino en ofrecer remontes para la práctica del esquí, y hoy es uno de los lugares principales del cantón para los deportes de invierno. No es el caso del polo turístico de la región de Tre Valli.
En verano es el punto de partida para numerosas excursiones (Grandes Recorridos y Senderos de los Alpes).

## Personas destacadas

### Nativos
- Giuseppe Motta, consejero federal.
- Eugenio Corecco, obispo de la diócesis de Lugano.
- Giorgio Orelli, escritor.
- Giovanni Lombardi, ingeniero.
- Doris de Agostini, esquiadora.

### Húespedes
- San Carlos Borromeo, cardenal y arzobispo de Milán, fue a Airolo en 1567 para una visita a los Tre Valli ambrosiane.

## Deportes y manifestaciones
- El cuarto miércoles de mayo tiene lugar el mercado de las flores.
- El 1 de agosto con ocasión de la Fiesta nacional suiza se celebra una misa al aire libre en el passo de San Gotardo con el obispo de la Diócesis de Lugano y de la diócesis de la frontera suiza e italiana.
- El primer miércoles de septiembre se celebra el mercado de animales, con la venta de productos de los Alpes y el mercado de bestias bovinas.
- El 23 de junio de 2001 la 5.ª etapa de la Vuelta a Suiza 2001 terminó en el paso de San Gotardo con la victoria del ruso Dimitri Konyshev.

## Administración comunal
- Alcalde (síndaco): Mauro Chinotti (1992-2008), y Franco Pedrini (abril de 2008 – actualidad).
- Centralita comunal: +41 091 873 81 20
- e-mail comunal: comune@airolo.ch